# لاسلو شاروشی (وترپلو)
لاسلو شاروشی (انگلیسی: László Sárosi؛ زادهٔ ۱۲ اکتبر ۱۹۴۶) بازیکن واترپلو اهل مجارستان بود.